# Viktor Klimenko (zanger)

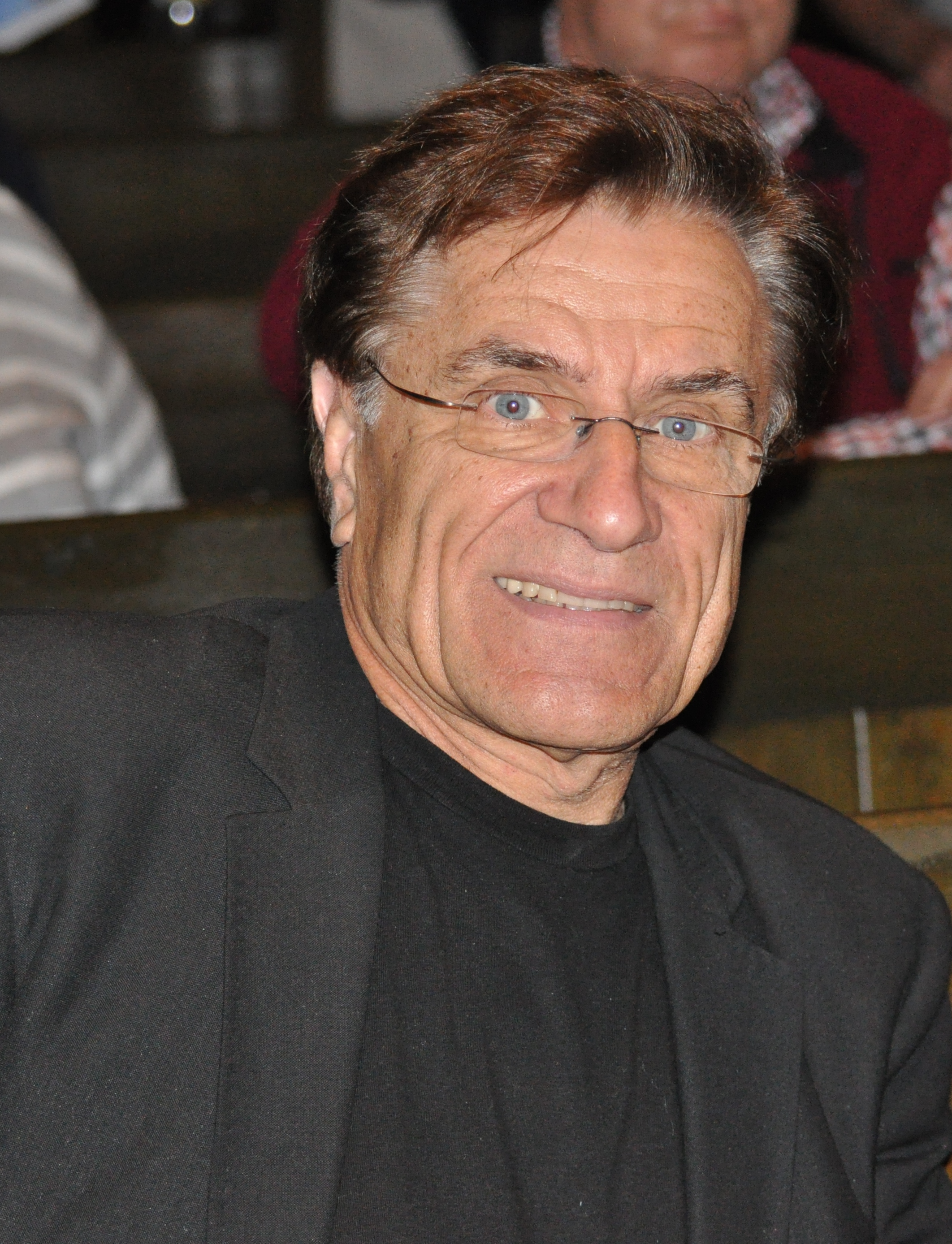
Viktor Klimenko

Viktor Klimenko (Svetnavalka, 24 november 1942) is een Finse zanger die bekend werd als de 'Zingende Kozak'.
Een paar jaar na zijn geboorte naar Karelië verhuisde zijn familie naar Finland. Daar werd hij een zanger en acteur. In 1965 vertegenwoordigde hij Finland op het Eurovisiesongfestival, hij kreeg geen enkel punt van de jury's.
Vijf jaar later haalde hij een gouden plaat, dit was nog niet voorgekomen in Finland en later werd het zelfs platina. Door dit succes gaf hij veel concerten, in zijn verdere carrière had hij nog 9 gouden platen en één platina.
In 1980 ging het minder goed met hem, hij stond op instorten en overwoog zelfs zelfmoord; hij wilde zijn leven beëindigen net voor Pasen. Op het laatste moment herinnerde hij zich dat zijn ouders hem geleerd hadden tot God te bidden; hij besloot dat hij niets zou verliezen als hij Gods hulp vroeg.
Hij veranderde zijn leven en is nu een gospelzanger.